# 溫室氣體盤查
溫室氣體盤查（英語：Greenhouse gas inventories）指的是出於各種理由而製作的溫室氣體排放盤查列表。科學家在開發大氣模型時把自然和人為造成的各種排放作為其中的變數。政策制定者利用盤查列表來制定減排策略和政策，並追蹤其成效。
機構和企業也依賴這類盤查列表來建立排放合規記錄，而企業、公眾和其他利益團體會利用列表來深入了解排放的源頭以及趨勢。
溫室氣體盤查與其他一些氣體排放盤查不同，它不僅包括不同源頭的排放量，還包括碳匯的清除數量，這類二氧化碳移除行動通常被稱為碳截存。
列表中通常使用全球暖化潛勢 (Global warming potential ，GWP) 值將各種溫室氣體的排放量合併為一種單一的加權排放值。
盤查所包含的一些關鍵範例有：
- 《聯合國氣候變化綱要公約》（UNFCCC）附件一中所包含的國家都必須報告其溫室氣體的年度排放量和碳移除數量。
- 作為UNFCCC和/或《京都議定書》締約方的國家政府必須提交所有人為溫室氣體源排放量和移除量的年度盤查數量。
- 《京都議定書》中包括有對國家盤查系統、盤查報告和年度盤查審查的附加要求，以確定其有遵照議定書第5條和第8條規定。
- 《京都議定書》清潔發展機制下的專案開發商須編制盤查列表，作為其專案基線的組成部分。
- 協助科學界致力了解總淨碳交換（net carbon exchange，NCE，指生態系統與大氣間的碳交換差額）的細節。範例之一：由美國國家海洋暨大氣總署（NOAA）與NASA/美國能源部執行的火神計畫（英语：Project Vulcan） ，以清查美國源自使用化石燃料而產生的溫室氣體排放綜合盤查列表。

## ISO 14064
由國際標準化組織制定的ISO 14064標準（於2006年和2007年初發布，並於2018年更新）是ISO 14000系列環境管理國際標準的最新補充內容。 ISO 14064標準為政府、企業、地區和其他組織提供一套整合工具，用於測量、量化和減少溫室氣體排放的計畫。這些標準讓各種組織共同使用全球認可的標準以參與碳交易計劃。

## 地方政府運作協議
地方政府運作協議 (Local Government Operations Protocol ，LGOP) 是供地方政府用於核算和報告運作期間排放溫室氣體的工具。這項協議由加州空氣資源局(ARB)於2008年9月採用，供該州地方政府制定和報告具有一致性的溫室氣體盤查列表，用以履行2006加州全球暖化解決法案規定的溫室氣體減排義務。此項協議是加州空氣資源局與加州氣候行動登記處（非營利組織）、美加氣候登記處（非營利組織）、地方政府間國際組織地方政府永續發展理事會（ICLEI） 和數十個利益相關者共同開發而成。
加州永續發展聯盟還創建地方政府運作協議工具包，將協議手冊的內容化繁為簡，並提供協議中逐個區域有關盤查的摘要。

## IPCC溫室氣體排放盤查格式
執行溫室氣體排放盤查時使用IPCC提供的資料登載格式（通用報告格式（Common Reporting Format，簡稱CRF），內含能源（Energy）/工業製程與產品使用（Industrial processes and product use）/農業（Agriculture）/土地利用、土地利用改變與林業(LULUCF)/廢棄物（Waste）/船用燃油（Bunker fuels）/其他（Other），共七個部門產生的排放），成員國與UNFCCC及京都議定書秘書處的聯繫均採用相同的盤查格式。

## 碳核算
碳核算（也稱溫室氣體核算（Greenhouse gas accounting））是衡量一個國體（通常是國家的，但有時是地區，或是城市的）在給定時間內排放的溫室氣體 (GHG) 數量。此類措施於氣候學和制定氣候政策中使用 。
測量溫室氣體排放有兩種主要，且相互矛盾的方法：根據生產核算法（也稱為根據領域核算法）和根據消費核算法。聯合國政府間氣候變化專門委員會（IPCC）將根據生產的排放定義為"在國家領土和國家管轄的近海地區"發生的排放。根據消費的排放把貿易的影響，包括國內最終消費的排放以及進口產品生產是造成的排放都列入考慮。從貿易的角度來看，根據消費的排放核算與根據生產的排放核算採不同的做法，後者包括出口部分的排放但不包括進口的（表 1）。
所採用的核算（會計）法會對政策制定產生非常重要的影響，因為每種方法都可產生非常不同的結果。因此具有不同數值的國家溫室氣體排放盤查列表（National greenhouse gas Emissions Inventory，NEI）可能會導致一個國家選擇其認為最佳的緩解活動，但源自錯誤訊息而進行的錯誤選擇有可能造成損害。目前根據生產的排放核算，因其更容易測量，而受到青睞，雖然有些科學文獻贊成根據消費的核算，根據生產核算法在文獻中之所以受到批評，主要是因為它無法將國際貿易/運輸中的排放量以及碳洩漏的可能性作分配。
幾乎全球所有國家都是《巴黎協定》的締約方，協定要求它們定期向UNFCCC提供根據生產法的溫室氣體排放盤查列表，以追蹤實現國家自訂貢獻內所列承諾的，和國家氣候政策以及區域氣候政策（例如歐盟排放交易體系（ETS）），以及世界在限制全球暖化方面取得的進展。根據較早的UNFCCC，即使土耳其不是《巴黎協定》的締約方，其溫室氣體排放量仍將繼續透過排放盤查列表提供。

## 分類比較
| 標準                         | 生產法NEI               | 消費法NEI                                  |
| ---------------------------- | ----------------------- | ------------------------------------------ |
| 涵蓋排放領域                 | 所管轄領域              | 全球                                       |
| 分配                         | 國內生產                | 國內消費                                   |
| 關於貿易                     | 包含出口，未包含進口    | 包含進口，未包含出口                       |
| 緩解活動重點                 | 國內活動，包括出口部分  | 同時包含國內活動及進口部分（出口部分除外） |
| 比較                         | 針對國內生產毛額（GDP） | 針對國內消費                               |
| 與貿易政策對應               | 無                      | 有                                         |
| 與UNFCCC附表一相關排放相關度 | 較低                    | 較高                                       |
| 複雜度                       | 低                      | 高                                         |
| 透明度                       | 高                      | 低                                         |
| 不確定性                     | 較低                    | 較高                                       |
| 當前採用國家                 | 相對高                  | 因資料取得不易而較低                       |
| 緩解行動分析                 | 僅限國內                | 可涵蓋全球                                 |

現在絕大多數人認為溫室氣體排放（主要來自燃燒化石燃料和農業活動導致的直接排放）正加速此類氣體在大氣中增長，而造成氣候變化。排放數量在過去幾十年裡成長速度不斷加快，從1990年代的每年增加1.0%成長到2000年至2008年間的每年增加3.4%。這些成長不僅是由世界人口和人均GDP成長所所推動，也由全球GDP能源強度（每單位GDP成長所耗用的能源）和排放強度（也稱碳強度，每單位能源的排放量）的成長所推動。這些驅動因素在開發中國家（《京都議定書》非附件B所列國家）中最為明顯，但比較不明顯的是這些國家的增長，其中很大部分是為滿足已開發國家（《京都議定書》附件B所列國家）中消費者的需求。附件B所列的國家減少國內生產，而增加從非附件B所列國家進口產品（這些國家排放政策不太嚴格），此情況被稱為"碳洩漏"。變得無論生產發生在何處，消費者都不可避免受到會污染全球的溫室氣體影響。雖然從2007年起，由於全球金融危機，排放量有所放緩，但排放量增加的長期趨勢將會恢復。
國際社會於今日投入大量心力來緩解人為溫室氣體排放，以及由此導致的氣候變化。為國際和區域政策設定基準和排放目標，並監測和評估其進展，能準確衡量各國的NEI的做法勢在必行。

## 測量溫室氣體排放
測量溫室氣體排放有兩種主要且相互矛盾的方法：根據生產核算法（也稱為根據領域核算法）和根據消費核算法。

### 根據生產的核算
由於目前根據生產的排放核算在政策方面受到青睞，其製作已很成熟。根據IPCC於2006年發佈的製作溫室氣體報告指南，排放量是間接（而非直接）根據化石燃料使用和其他相關過程（例如工業和農業）計算。這項指南涵蓋多種方法，依複雜程度分類（表 2中的第1-3層）。最簡單的方法是將人類活動的程度與把這類活動排放予以量化的係數（稱為"排放因子"）結合。例如為估算能源部門的排放量（在已開發國家，通常佔二氧化碳排放量的90%以上，佔所有溫室氣體排放量的75%以上），耗用的燃料數量與排放因子結合，由於排放因子準確度與複雜性增加，整體複雜程度也會增加。下表將英國實施這些準則來估算一些排放活動作概述。
| 活動               | 溫室氣體                   | IPCC層級 | 估計排放的方法 |
| ------------------ | -------------------------- | -------- | --- |
| 公共電力與供熱生產 | 二氧化碳                   | 2        | 排放因子來自英國能源統計摘要（Digest of UK Energy Statistics，DUKES），有些數據則從發電廠取得。排放因子為經由全英國燃料採樣平均後的數字。                                              |
| 道路運輸           | 二氧化碳、甲烷及一氧化二氮 | 3        | 由道路運輸產生排放的估算是全部燃料耗用（取自DUKES）、燃料特性，與駕駛相關因素及道路燃料使用、汽車類型、駕駛里程、道路型態及燃料種類（取自英國交通部）的綜合結果                        |
| 國內航空業         | 二氧化碳、甲烷及一氧化二氮 | 3        | 資料取自英國交通部與民用航空管理局，根據飛機類型與機場分類，也包含不同機型的飛航時間、起降次數等因素的綜合。                                                                           |
| 制冷與空氣調節設備 | 氫氟烴（冷媒）             | 2        | 英國國內與商業制冷資料由英國轉型計畫提供，活動資料由產業提供。移動空調系統資料由英國汽車製造商和貿易商協會提供。經取得制冷空調設備的數目及型號後，將其所使用的冷媒賦予相關排放因子。   |
| 牲畜腸道發酵       | 甲烷                       | 2        | 畜養的反芻動物在消化過程中會產生甲烷，由每年六月進行的畜養牲畜普查資料估算排放。乳牛、羊及鹿各有其特定排放因子                                                                         |
| 農地土壤           | 一氧化二氮                 | 1與2     | 根據環境食品與鄉村事務部與英國施肥法調查有關無機肥料施用、作物固氮作用、犁田、培養有機土壤、農地噴灑動物糞便與放牧動物排便的資料所做的排放估算。同時採用IPCC預設法與英國自訂特定方法。 |
| 污水處理           | 甲烷與一氧化二氮           | 2        | 依據研究人員Hobson等人研究報告（1996年）中的方法計算，報告中估算1990年至1995年的甲烷排放，往後各年根據人口變化作外推。污水處理後殘餘物送往掩埋後的排放則列為垃圾掩埋場排放             |

### 根據消費的核算
根據消費的排放核算具有同樣成熟的投入產出模型。而"顯示出不同生產部門之間的相互聯繫，讓研究者得以追蹤經濟體中的生產和消費"，此法最初是為國民經濟所創建。但隨著生產日益國際化以及國家間進出口市場的蓬勃發展，而開發出多區域投入產出模型（ Multi-Regional Input-Output ，MRIO）。MRIO的獨特性質是可追蹤產品的整個生產週期，"將代表不同國家中不同經濟部門對產品價值的貢獻予以量化。因此它能提供全球供應鏈產品消費的描述"。據此，假定可獲得區域和行業在每單位產出二氧化碳排放量的數據，則可計算出產品的排放總量，而確定最終消費者應承擔的排放量。
而後兩種排放核算法開始展現出它們之間的主要差異。根據生產的核算很明顯的與GDP一致，而根據消費的核算（更為複雜和不確定）與國民消費和貿易一致。但最重要的區別是後者涵蓋全球排放量 - 包括那些在根據生產的核算中所忽略的"隱含"排放量 - 並提供一種針對全球的緩解方案。國際貿易相關的排放歸屬是問題中的關鍵。

## 嵌入國際貿易中的排放
表 3顯示從1990年至2008年期間，生產、消費和貿易過程發生的變化。全球排放量增加39%，而在同一時期，已開發國家似乎已將其國內排放量穩定住，而開發中國家的國內排放量則增加一倍。如果考慮到開發中國家與已開發國家之間貿易量的增加，這種"穩定"可能會造成誤導。溫室氣體排放已從0.4吉噸（Gt，十億噸）二氧化碳當量增加到1.6吉噸，平均每年增長17%，表示在1990年至2008年間有16吉噸二氧化碳當量排放從已開發中國家移轉到開發中國家。假設開發中國家增加的生產有部分是為滿足已開發國家的消費需求，那麼碳洩漏這件事就變得明顯。因此納入國際貿易（即採根據消費的核算法）後會扭轉已開發國家排放量明顯下降的趨勢，將此段時間內2%的減少（根據生產的核算法計算）變成7%的增加（根據消費的核算法計算）。當以較小的整體規模研究這類趨勢時，更會將此點進一步強化。
|              | 部分                                            | 1990 (吉噸二氧化碳當量) | 2008 (吉噸二氧化碳當量) | 年成長率 (%/年) |
| ------------ | ----------------------------------------------- | ----------------------- | ----------------------- | --------------- |
| 附表B國家    |                                                 |                         |                         |                 |
| 國內部分     | 附表B國家國內 (Bdom)                            | 11.3                    | 10.8                    | -0.3            |
| 國際貿易部分 | 附表B國家至附表B國家 (B2B)                      | 2.1                     | 2.2                     | 0.2             |
|              | 附表B國家至非附表B國家 (B2nB)                   | 0.7                     | 0.9                     | 1.8             |
| 生產         | 附表B國家生產 (Bprod = Bdom + B2B + B2nB)       | 14.2                    | 13.9                    | -0.1            |
| 消費         | 附表B國家消費 (Bcons = Bdom + B2B + nB2B)       | 14.5                    | 15.5                    | 0.3             |
| 非附表B國家  |                                                 |                         |                         |                 |
| 國內部分     | 非附表B國家國內 (nBdom)                         | 6.2                     | 11.7                    | 4.6             |
| 國際貿易部分 | 非附表B國家至附表B國家 (nB2B)                   | 1.1                     | 2.6                     | 7.0             |
|              | 非附表B國家至非附表B國家 (nB2nB)                | 0.4                     | 2.2                     | 21.5            |
| 生產         | 非附表B國家生產 (nBprod = nBdom + nB2B + nB2nB) | 7.7                     | 16.4                    | 5.9             |
| 消費         | 非附表B國家消費 (nBcons = nBdom + B2nB + nB2nB) | 7.4                     | 14.8                    | 5.3             |
| 國際貿易加總 | 貿易部分產生的排放 (B2B + B2nB + nB2B + nB2nB)  | 4.3                     | 7.8                     | 4.3             |
|              | 貿易餘額 (B2nB − nB2B)                          | -0.4                    | -1.6                    | 16.9            |
|              | 全球排放 (Bprod + nBprod = Bcons + nBcon)       | 21.9                    | 30.3                    | 2.0             |

一般來說，根據生產的核算顯示歐盟和經合組織國家（已開發國家）排放量較低，金磚四國和世界其他國家（rest of the world，即開發中國家）排放量較高。然而，根據消費的核算提出相反的觀點，金磚四國和世界其他國家的排放量較低，而歐盟和經合組織國家的排放量較高。這導致研究人員B. Boitier將歐盟和經合組織稱為"二氧化碳消費者"，將金磚四國和世界其他國家稱為"二氧化碳生產者"。
這巨大的差異經進一步的分析獲得證實。 於1994年，歐盟27國使用根據消費的核算法計算的排放量比使用根據生產的核算法所得的排放量高出11%，兩者間差異在2008年已上升至24%。同樣的，經合組織國家於2006年達到16%的峰值差異，於2008年下降至14%。相比之下，雖然世界其他地區在1994年與2008年兩年中的數值相對沒差異，但在其間幾年中，它們顯然是二氧化碳生產者。金磚四國根據消費的核算平均比根據生產的核算高出18.5%。
研究人員Peters和Hertwich完成一項MRIO研究，採用2001年全球貿易分析計劃 (GTAP，為一全球研究者與政策制定者網絡) 的數據計算國際貿易中嵌入的排放量。經過調整過的數字，雖然比研究人員B. Boitier提出的稍微保守一些（歐盟14%、經合組織3%、金磚四國16%及世界其他國家6%），但有明顯相同的趨勢 - 已開發國家是二氧化碳消費者，開發中國家是二氧化碳生產者。這一趨勢在整個文獻中隨處可見，並支持在做決策時採用根據消費的排放核算。

## 根據消費的核算之優缺點

### 優點
這種排放核算可被認為優越，因為其包含目前被UNFCCC首選，根據生產的核算中受忽略的隱含排放。其他重要優點包括：擴大緩解選項、涵蓋更多全球排放來源與原本就包含於聯合國推動的碳抵銷（參見碳抵銷與碳信用）清潔發展機制 (CDM)內的排放 。

#### 擴大緩解選項
一個國家在以生產為基礎的體系下，會因擁有污染密集型資源而受到懲罰。如果這個國家有污染密集型出口（例如挪威），其69%的二氧化碳排放量是出口產品所產生，為實現《京都議定書》規定的減排，一個簡單做法就是減少其出口。雖然如此做對環境有利，但對經濟和政治卻有害，因為出口是一個國家GDP的重要成分。然而透過建立適當的機制，例如全球統一碳稅、邊境稅收調整（border tax adjustment）或是配額，根據消費的核算體系將環境因素融入決策之中會具有比較優勢。最受到討論的稅收是根據化石燃料的碳含量來制定，碳含量越高，徵收的稅率就越高。如有一國不自願參與，就可對他們徵收邊境稅。此系統具有將環境負荷成本嵌入產品價格的效果，因此市場力量會將生產活動轉移到經濟和環境上更有利的地方，而可減少溫室氣體排放。

#### 增進參與
根據消費的核算法除能直接減少排放之外，還可透過雙重方式緩解競爭性的問題：首先是國內外生產商面臨相同的碳稅，其次是如果多個國家爭奪同一出口市場，它們可將環境績效作為一種行銷工具。非附件B國家缺乏具有法律約束力的承諾而導致缺乏競爭力，這是兩個排放大國 - 美國和澳大利亞最初沒有批准《京都議定書（1997年）》的主要原因（澳大利亞後來於2007年批准）。更多國家於此類擔憂遭去除後，可能會參與未來的氣候政策，而會導致具有法律約束力的減排政策出台，將全球更高比例的排放量涵蓋。此外，由於已開發國家的排放量越多，它們受到具有法律約束力的減排政策的覆蓋範圍就越大。目前的預計是已開發國家比開發中國家的減排量會更多。 研究人員Peters認為，此預測表示無論參與程度如何，採用根據消費的核算都將有利於導致更大的減排數量。

#### 包含清潔發展機制（CDM）等政策
清潔發展機制是根據《京都議定書》建立的靈活機制，目標是為歐盟排放交易體系等貿易計畫中創造碳信用，但受到嚴厲批評（參見研究人員Evans研究報告，p134-135，以及研究人員Burniaux等人研究報告，p58-65）機制的理論認為由於非附件B國家環境減排的邊際成本較低，實施此類計劃會促進技術轉讓（從附件B國家到非附件B國家），而實現更便宜的減排。由於在根據消費的排放核算下，一個國家應對其進口造成的排放負責，因此進口國會鼓勵良好的環境行為並推廣出口國採用的最清潔生產技術就變得非常重要。因此，根據消費的排放核算所具有的分配排放方式，本質上可促進國外的清潔能源發展。仍然存在的一個漏洞是所謂的碳殖民主義（carbon colonialism），即已開發國家不將根本問題緩解，繼續增加消費，而透過濫用發展中國家的減排潛力來掩蓋此一問題。

### 缺點及施行
儘管根據消費的排放核算有其優點，但並非無缺點，主要是：更大的不確定性、更大的複雜性，需要更多（但不總是可取得）的數據，以及需要更多的國際合作。

#### 更大的不確定性和複雜性
不確定性主要源自三個原因：生產核算法更接近統計來源及GDP，更有把握。根據消費的核算背後的方法需要比根據生產的核算採取額外的步驟，而必然會引起進一步疑慮，以及根據消費的核算包括來自特定國家所有貿易夥伴的數據，這些數據會包含不同程度的準確性。根據消費的核算需要大量數據，成為此法的第二個陷阱，因為某些國家會缺乏數據，表示其無法進行此類核算。然而於此必須指出的是隨著越來越多及更好的技術的開發，以及科學界產生更多數據集，其水平和準確性將會提高 - 例如最近推出的全球數據庫：雪梨大學的EORA數據庫、歐洲財團的EXIOPOL和WIOD數據庫，和亞洲的IDE-JETRO數據庫。在短期內，將不確定性水準更為準確量化是重要的工作。

#### 加強國際合作
第三個問題是根據消費的核算需要加強國際合作才能達到有效結果。政府僅有權對其直接產生的排放實施緩解措施。根據消費的核算法，可把來自不同地緣政治地區的排放量分配給進口國。而進口國可透過改變其進口習慣或徵收邊境稅來間接規避，唯有透過更密切的國際合作，透過UNFCCC等國際對話，才能實施直接且有意義的減排。

## 分擔排放責任
迄今為止，似乎暗示的是必然在根據生產的核算或者是根據消費的核算間作選擇。但有人認為答案卻位於中間，即排放量應由進口國和出口國共同分擔。建議採用此法的人認為雖然最終發起生產的是最終消費者，但創造產品和相關污染的活動也對生產國的GDP產生貢獻。探討此主題的研究工作仍在進行中，主要是透過研究人員Rodrigues等人，Lenzen等人，Marques等人，以及Andrew和Forgie等人的實證研究工作。關鍵性的論點著重在供應鏈的每個階段，排放量由所涉及的不同參與者之間，依據一些預先定義的標準而共同分擔。
雖然這種分擔排放責任的方法似乎有利，但對於所謂預先定義的標準的制定卻引起爭議。目前的兩組意見領先者是1. Lenzen等人，他們說"分配給每個代理人的責任佔比應該與其增加的價值成正比"，和2. Rodrigues等人，他們說應該基於"代理人根據消費的責任和根據收入的責任之間的平均值"（引用Marques等人的研究報告）。由於標準集尚未充分制定，因此需要進一步的工作來產生完整的概念。

## 未來
能精確衡量地區溫室氣體排放量對於制定氣候政策非常重要。顯然的是目前流行採用的根據生產的排放核算，由於其排除國際貿易中的排放量而大幅低估溫室氣體排放水平。實施根據消費的核算，會凸顯已開發國家在溫室氣體排放有更大的佔比，因此開發中國家的低水平排放承諾就不顯得那麼重要。根據消費的核算不僅會涵蓋全球排放，還可促進良好的環境行為，並透過降低不同群體間的競爭來增加參與度。
縱然根據消費的核算有這些優勢，從根據生產的核算轉向根據消費的核算可算是從一極端轉變到另一極端。而第三種選擇 - 進口國和出口國之間分擔責任則代表兩個制度之間的妥協。但此第三種理論目前尚無成熟的方法論，需進一步研究才有應用於決策的機會。
在今日，鑑於根據生產的核算法的不確定性較低、有確立的方法和報告、政治和環境邊界之間的一致性以及實施的廣泛性，尚難看到任何偏離這種核算法的趨勢。然而此法主要的缺點是忽略國際貿易中所嵌入的排放，根據消費的核算法顯然可提供寶貴的信息，至少應該作為前者的"影子（非正式代表）"。隨著根據消費的核算法和分擔排放責任法的更進一步研究，相信兩者都可在未來的氣候政策中發揮更大的作用。

## 進一步閱讀
- Intergovernmental Panel on Climate Change (IPCC) national greenhouse gas inventory guidance manuals
- UNFCCC National Inventory process （页面存档备份，存于）
- The GHG Protocol (WRI/WBCSD) - A corporate accounting and reporting standard （页面存档备份，存于）
- ISO 14064 standards for greenhouse gas accounting and verification （页面存档备份，存于）
- IPCC National Greenhouse Gas Inventories Programme （页面存档备份，存于）
- U.S. EPA Greenhouse Gas Emission Inventories （页面存档备份，存于） <- this link needs updating
- The Climate Registry （页面存档备份，存于）
- California Climate Registry

## 外部連結
- . www.pik-potsdam.de.   [2020-04-16]. （原始内容存档于2021-09-23）.
- National inventories of GHG emitted in 2021 (received by the UNFCCC in 2023) （页面存档备份，存于）
- Greenhouse Gas Inventory Data – Flexible Queries Annex I Parties （页面存档备份，存于）